# Davide Lorino
Davide Lorino (Alessandria, 7 agosto 1972) è un attore italiano.

## Biografia
Davide Lorino si diploma alla Scuola del Teatro Stabile di Genova nel 1998 e proprio allo Stabile di Genova debutta lo stesso anno ne La dame de Chez Maxime, con la regia di Alfredo Arias. La sua carriera di attore teatrale prosegue col progetto "U.R.T", diretto da Jurij Ferrini, e ancora per il Teatro Stabile lavorerà diretto da Marco Sciaccaluga, Valerio Binasco e Fausto Paravidino. Intanto in cinema esordisce nel 2000 con il film di Guido Chiesa Il partigiano Johnny.
Lavorerà ancora in teatro diretto da Tonino Conte, Giorgio Gallione, Luca Ronconi e Carmelo Rifici. Negli anni lavora in produzioni televisive Rai (è il Prof. Storca in Fuoriclasse) e Mediaset (nel 2009 è Don Raffaele ne L'onore e il rispetto 2, ruolo che ritornerà a interpretare ne L'onore e il rispetto 3, 4 e 5); per Sky, nel 2009 interpreta Ivan Fuser, accanto a Fabrizio Bentivoglio, nella mini-serie Nel nome del male, diretto da Alex Infascelli.

## Filmografia

### Cinema
- Il partigiano Johnny, regia di Guido Chiesa (2000)
- Texas, regia di Fausto Paravidino (2005)
- Gomorra, regia di Matteo Garrone (2008)
- Amalfi 50 Seconds, regia di Hiroshi Nishitani (2009)
- Nel nome del male, regia di Alex Infascelli (2009)
- L'erede - The Heir, regia di Michel Zampino (2011)
- Esterno notte, regia di Marco Bellocchio (2022)
- Holiday, regia di Edoardo Gabbriellini (2022)

### Televisione
- Distretto di Polizia 3, regia di Monica Vullo - serie TV, episodio 3x06 (2002)
- Sono stati loro. 48 ore a Novi Ligure, regia di Guido Chiesa (2003)
- Quo vadis, baby? (2007)
- Medicina generale 2 (2007)
- Crimini (2009)
- L'onore e il rispetto, regia di Salvatore Samperi e Luigi Parisi (2009-2017)
- La Certosa di Parma, regia di Cinzia TH Torrini (2011)
- Il tredicesimo apostolo, regia di Alexis Sweet (2011)
- Rex 3 (2011)
- Squadra antimafia - Palermo oggi 3 - serie TV, episodi 3x04-3x06-3x07 (2011)
- La donna della domenica (2011)
- Fuoriclasse, regia di Riccardo Donna (2011-2013)
- Questo nostro amore, regia di Luca Ribuoli (2012)
- Benvenuti a tavola - Nord vs Sud, regia di Lucio Pellegrini (2012)
- Trilussa - Storia d'amore e di poesia, regia di Lodovico Gasparini (2012)
- Non uccidere, regia di Giuseppe Gagliardi - serie TV, episodio 1x11 (2016)
- Carosello Carosone, regia di Lucio Pellegrini - film TV (2021)
- Arnoldo Mondadori - I libri per cambiare il mondo, regia di Francesco Miccichè – docu-drama (2022)
- I fratelli Corsaro, regia di Francesco Miccichè – serie TV, episodi 1x03-1x04 (2024)
- Fuochi d'artificio , regia di Susanna Nicchiarelli – serie TV (2025)

## Teatro
- Natura morta in un fosso, regia di Fausto Paravidino (2004)
- Il libro cuore, regia di Tonino Conte (2004)
- Candide, opera lirica diretta da Giorgio Gallione (2004)
- Morte di un commesso viaggiatore, regia di Marco Sciaccaluga (2006)
- La chiusa, regia di Valerio Binasco (2007)
- Fahrenheit 451, regia di Luca Ronconi (2008)
- La testa del profeta, regia di Carmelo Rifici (2009)
- Questa sera si recita a soggetto, regia di Alberto Giusta (2010)
- La pace perpetua, regia di Jacopo Gassman (2013)
- Exit, regia di Fausto Paravidino (2013)
- I vicini, regia di Fausto Paravidino (2014)
- Amadeus, regia di Alberto Giusta (2014)
- Banana split, regia di Elisabetta Mazzullo, testo e musiche BETTEDAVIS DUO (2017)
- Lo strano caso del cane ucciso a mezzanotte, regia di Ferdinando Bruni - Elio De Capitani (2018)
- 10 mg, regia di Elisabetta Mazzullo (2021)
- Peachum, un'opera da tre soldi, regia di Fausto Paravidino (2022)
- Lemnos, regia di Giorgina P. (2023)

Dal 1998 al 2001 recita diretto da Jurij Ferrini negli spettacoli:
- Cymbeline King of Britain
- Il racconto d'inverno
- La mandragola,
- Aspettando Godot
- Schweyk nella seconda guerra mondiale
- L'alchimista